# Estación Chulo
Chulo fue una estación ferroviaria correspondiente al Longitudinal Norte ubicada en la localidad de Chulo, comuna de Copiapó, en la Región de Atacama, Chile. La estación fue construida como parte del Ferrocarril de Caldera a Copiapó, además de servir como estación de desvío entre el ramal Chulo-Puquios y la ruta del Longitudinal Norte. Actualmente la estación no se encuentra en operaciones.

## Historia
La estación Chulo originalmente fue parte de la construcción del Ferrocarril de Caldera a Copiapó; la estación fue parte de la segunda extensión de esta línea que se extendió desde estación Copiapó hasta estación Pabellón, estas obras fueron desarrolladas bajo la supervisión del ingeniero Allan Campbell y que fueron entregadas en 1854, incluyendo la estación de Chulo.
En enero de 1888 el Estado chileno adquiere el ferrocarril de Caldera a Copiapó, incluido el segmento hasta Chañaral, que para ese momento tenía trocha ancha, pero como fue planificada su fusión con el Longitudinal, su ancho de vía fue cambiado a métrico y se añadió una sección hasta la estación Pueblo Hundido.
Entre 1869 a 1871 se construye el ramal Chulo-Puquios, conectando a la estación Chulo con la localidad de Puquios. Para 1910 se estaban desarrollando estudios para la construcción de una extensión de este ramal hasta Argentina.
La estación originalmente continuaba hacia el norte con una línea férrea que tenía como cabecera esta estación, según el diseño original del ferrocarril de Caldera a Copiapó, y que debido a los intereses de conectar el norte de Chile por medio de un ferrocarril longitudinal tanto a causa de la explotación de minerales como por asuntos geopolíticos, fue conectada a la extensión de ferrocarril entre esta estación y estación Inca de Oro. El proyecto originalmente comenzó a ser estudiado el 10 de junio de 1903, la enrieladura fue terminada el 20 de octubre de 1909 y fue inaugurado en 1910.
Ya para 1922 el recinto estación se encontraba operativo.
Actualmente solo queda en pie una garita para pasajeros de concreto de la década de 1960; la estación tenía una vía principal, una vía local y un desvío hacia estación Puquios que ahora es vía muerta. Además aun están los restos de un puente próximo a la estación dedicado a la vía del ramal a Puquios.